# Jacob Marstrand
Jacob Nicolai Marstrand (født 10. august 1848 i København, død 3. juni 1935 sammesteds) var en dansk bagermester og politiker, borgmester i Københavns Kommune. Han var bror til Troels- og Sophus Marstrand samt far til Julie Marstrand.

## Karriere
Marstrand blev født i København, hvor hans fader, cand.polyt. Theodor Marstrand, var værktøjsfabrikant; hans moder var Anna Henriette Mathilde f. Jansen. Da han tidlig blev faderløs (1863), var det hans farbroder, bager og dampmøller Troels Marstrand, der trådte til i faders sted. Efter at have gennemgået Schneekloths Skole og taget præliminæreksamen med udmærkelse kom han i bagerlære. 1866 gjorde han svendestykke og 1871 mesterstykke, 1874 tog han borgerskab som bagermester i København og udviklede hurtig sit bageri til at blive et af byens førende. Det var imidlertid ikke blot på dette område, at han fulgte sin slægts spor, han har også fortsat dens frisindede traditioner. 1883 var han medstifter af Københavns liberale Vælgerforening, i hvilken han var næstformand, og fra 1893 virkede han som liberalt medlem af Københavns Borgerrepræsentation indtil 1900, da han blev rådmand i Magistraten. 1904-1917 var han borgmester for Magistratens 4. Afdeling, Under hans ledelse er en stor del af Københavns tekniske udvikling i den nyere tid foregået. Han var medlem af Overskyldrådet og forskellige jernbanekommissioner, formand for Københavns Bygningskommission og medlem af Københavns Havneråd 1898-1925. Desuden medlem af komiteen for Grundtvigskirken.
Det familieejede bageri grundlagt 1740, Marstrands Bageri, som han drev, eksisterer stadig, men er flyttet fra Købmagergade til Falkoner Allé på Frederiksberg. Det er Jacob Marstrands fortjeneste, at bagværket borgmesterstang opstod.
På Københavns rådhus, over døren i mødeværelset (1. sal, værelse 52) har arkitekt Martin Nyrop placeret en dekoration, udført i gips, der forestiller en kringle. (Se evt. rådmand P. Knudsen.)
Litterært har han medvirket i Frederik Ferdinand Falkenstjernes og Morten Pontoppidans blad Tidens Strøm, og han er forfatter af en del af Studentersamfundets småskrifter: Benjamin Franklin, en Borgers Historie (1887), Højskoleforstander Falkenstjerne, C.F. Tietgen, George Stephenson, Bjørnstjerne Bjørnson og selvbiografien Tilbageblik gennem et langt Liv.
8. juni 1875 ægtede han Marie Elisabeth Neergaard (f. 20. marts 1846), datter af snedkermester Peter Neergaard og Cathrine Marie f. Fleron. 8. juli 1915 giftede han sig atter, med Margrethe Marstrand, f. Lønborg-Jensen.
Han er begravet på Vestre Kirkegård.